# Topologie faible
En mathématiques, la topologie faible d'un espace vectoriel topologique E est une topologie définie sur E au moyen de son dual topologique E'. On définit également sur E'  une topologie dite faible-* au moyen de E.
Dans tout cet article, sauf mention contraire, on notera ⟨φ, x⟩ := φ(x) pour x ∈ E et φ forme linéaire sur E.

## Topologie affaiblie d'un espace normé

### Définition
Soient E un espace vectoriel normé (réel ou complexe), ou plus généralement un espace vectoriel topologique et E'  son dual topologique, c’est-à-dire l'ensemble des formes linéaires continues sur E. On appelle alors topologie faible sur E, notée σ(E, E'), la topologie initiale associée à la famille de toutes les formes linéaires continues sur E, c'est-à-dire la topologie la moins fine gardant continus les éléments de E' . Elle est engendrée par les ouverts de la forme φ−1(U), où φ est un élément de E' et U un ouvert du corps des scalaires.
Cette topologie σ(E, E') est définie par la famille de semi-normes {\displaystyle \|x\|_{\varphi }=\left|\langle \varphi ,x\rangle \right|} où {\displaystyle \varphi } désigne un élément quelconque de E'. Elle munit donc E d'une structure d'espace localement convexe. Elle est séparée si et seulement si le dual topologique E'  de E sépare les points (en) de E (i.e. {\displaystyle \forall x\neq 0~\exists \varphi \in E'~\varphi (x)\neq 0}), ce qui est le cas d'après le théorème de Hahn-Banach dès que E est un espace vectoriel normé ou plus généralement, un espace localement convexe séparé.  
En particulier, une suite {\displaystyle (u_{n})_{n\in \mathbb {N} }} d'éléments de E converge faiblement vers un élément u de E lorsque : 
Par opposition, la topologie originelle de E s'appelle topologie forte, et la convergence au sens de cette topologie s'appelle convergence forte.

### Exemple
Soit E l'espace c0(ℝ) des suites réelles {\displaystyle x=(x_{n})} de limite nulle, muni de la norme {\displaystyle \|x\|=\sup\{\left|x_{n}\right|,n\in \mathbb {N} \}}. Un élément {\displaystyle \varphi } de E' peut être représenté par une suite réelle {\displaystyle (\varphi _{n})} telle que la série {\displaystyle \sum \varphi _{n}} soit absolument convergente. On a alors :
Pour n entier naturel, soit {\displaystyle e_{n}} l'élément de E consistant en une suite de réels tous nuls sauf le n-ième terme qui vaut 1. Alors {\displaystyle (e_{n})_{n\in \mathbb {N} }} constitue une suite de E qui converge faiblement vers 0 mais pas fortement.

### Propriétés élémentaires
- La convergence forte dans E implique la convergence faible. Par exemple, si E est normé : {\displaystyle |\langle \varphi ,u_{n}\rangle -\langle \varphi ,u\rangle |\leq \|\varphi \|_{E'}\|u_{n}-u\|_{E}.}
- Plus précisément, la topologie forte sur un espace normé de dimension infinie est toujours strictement plus fine que la faible : par exemple, l'adhérence faible de la sphère unité est la boule unité, et toute boule ouverte ou fermée est d'intérieur faible vide[2]. Cependant, dans certains espaces comme l'espace ℓ1, la convergence faible d'une suite équivaut à sa convergence forte : c'est la propriété de Schur.
- Le dual topologique de E pour la topologie faible est le même que pour la topologie forte.
- Le théorème de Hahn-Banach est utilisé pour montrer qu'un sous-espace vectoriel E est faiblement fermé si (et seulement si) il est fermé (fortement). Plus généralement, la forme géométrique du théorème de Hahn-Banach permet de montrer que dans un espace localement convexe, tout convexe fermé est faiblement fermé (voir Enveloppe convexe fermée).
- Dans un espace vectoriel normé, une partie est fortement bornée si (et seulement si) elle l'est faiblement, et lorsqu'une suite (un) converge faiblement vers u, la norme de u est inférieure ou égale à la limite inférieure des normes des un. Ce résultat utilise le théorème de Banach-Steinhaus et celui de Hahn-Banach[3].
- La topologie faible sur E n'est jamais métrisable[4] ni même à bases dénombrables de voisinages[5] (sauf bien sûr si E est de dimension finie)[2].

Pour E = ℓ2 par exemple, elle n'est même pas séquentielle.

### Continuité des opérateurs et topologie faible
Théorème — Soit E et F des espaces localement convexes séparés et T un opérateur linéaire fortement continu de E dans F. Alors T reste continu lorsque l'on munit E et F de leur topologie faible.
La réciproque est fausse en général (un opérateur peut être continu pour les topologies faibles de E et F sans être continu pour les topologies fortes) mais vraie si E et F sont des espaces de Fréchet (on peut le démontrer à l'aide du théorème du graphe fermé).

## Topologie faible-* du dual

### Définition
On dispose ainsi sur le dual topologique E'  d'au moins trois topologies.
- La topologie forte, définie par la famille de semi-normes {\displaystyle \|\varphi \|_{B}=\sup\{\left|\langle \varphi ,x\rangle \right|,x\in B\}} où B désigne une partie bornée quelconque de E. C'est la topologie de la convergence uniforme sur les parties bornées de E. C'est de cette topologie que l'on munit E' pour définir le bidual (topologique) E'' de E comme le dual topologique de E'. Lorsque l'espace E est normé, E' l'est aussi de façon naturelle et sa topologie forte est simplement celle induite par sa norme.
- La topologie faible σ(E', E'').
- La topologie faible-*, *-faible ou préfaible, notée σ(E', E), définie par la famille de semi-normes {\displaystyle \|\varphi \|_{x}=\left|\langle \varphi ,x\rangle \right|} où x désigne un élément quelconque de E. (C'est juste la topologie de la convergence simple, autrement dit : la restriction à E' de la topologie produit sur ℂE.) Comme E s'identifie à un sous-espace vectoriel de son bidual E'', cette topologie est a priori encore plus faible que la topologie faible.

Les trois topologies, forte, faible et faible-*, sont en général distinctes. Dans le cas d'un espace de Banach réflexif (identifiable à son bidual), les topologies faible et faible-* sont égales.

### Exemple
Soit E l'espace c0(ℝ) des suites réelles {\displaystyle x=(x_{n})} de limite nulle, muni de la norme {\displaystyle \|x\|_{\infty }=\sup\{\left|x_{n}\right|,n\in \mathbb {N} \}}. 
Son dual E' est l'espace ℓ1(ℝ) des suites {\displaystyle \varphi =(\varphi _{n})} telle que la série {\displaystyle \sum \varphi _{n}} soit absolument convergente, muni de la norme {\displaystyle \|\varphi \|_{1}=\sum _{n=0}^{\infty }\left|\varphi _{n}\right|}. 
Le bidual E'', c'est-à-dire le dual de ℓ1(ℝ), est l'espace ℓ∞(ℝ) des suites réelles bornées {\displaystyle u=(u_{n})} muni de la norme {\displaystyle \|u\|_{\infty }=\sup\{\left|u_{n}\right|,n\in \mathbb {N} \}}. 
On a {\displaystyle \langle \varphi ,x\rangle =\sum _{n=0}^{\infty }\varphi _{n}x_{n}}
et {\displaystyle \langle u,\varphi \rangle =\sum _{n=0}^{\infty }\varphi _{n}u_{n}}.
Considérons dans E' l'élément {\displaystyle e_{n}} dont les n-premiers termes valent 1/n et dont tous les autres sont nuls. Ces éléments forment une suite dans E' qui ne converge pas vers 0 pour la topologie forte puisque {\displaystyle \|e_{n}\|_{1}=1}. Elle ne converge pas non plus vers 0 pour la topologie faible de E', puisque, si l'on prend l'élément u de E'' égal à la suite constante 1, alors {\displaystyle \langle u,e_{n}\rangle =1}. Mais elle converge vers 0 pour la topologie faible-* puisque, si l'on prend un élément x quelconque de E (donc une suite de limite nulle), alors {\displaystyle \langle e_{n},x\rangle ={\frac {1}{n}}\sum _{k=0}^{n-1}x_{k}}, qui converge bien vers 0 d'après le théorème de Cesàro.

### Propriétés
- Le dual topologique de E' muni de la topologie faible-* n'est autre que E lui-même[8].
- Plus généralement, si F est un autre espace, la transposée établit une bijection entre l'espace vectoriel des applications faiblement continues de F dans E et l'espace vectoriel des applications faiblement-* continues de E' dans F'. (Le point précédent correspond au cas F = ℝ.)
- Un espace vectoriel normé est séparable si et seulement si la boule unité fermée (pour la norme duale) de son dual, munie de la topologie faible-*, est métrisable[9]. (Preuve du « seulement si » : si D est une partie dense de E alors sur toute partie équicontinue de E', la topologie de la convergence simple sur E coïncide avec celle de la convergence simple sur D. Or cette dernière est métrisable dès que D est au plus dénombrable.)

### Théorème de Banach-Alaoglu
Le théorème suivant, dont une généralisation aux espaces vectoriels topologiques est le théorème de Banach-Alaoglu-Bourbaki, permet parfois de pallier l'absence de  compacité pour la topologie forte dans les espaces de Banach de dimension infinie. Il est la principale justification de la définition de la topologie faible-* :
Théorème — Soit E un espace normé. Alors la boule unité fermée de E' est compacte pour la topologie faible-*.
En particulier, si E est séparable, alors la boule unité du dual est séquentiellement compacte pour la topologie faible-*. En d'autres termes, toute suite bornée de E' admet une sous-suite convergente pour la topologie faible-*.
Ce théorème permet d'en déduire une caractérisation des espaces normés réflexifs (égaux à leur bidual). Un tel espace est nécessairement un espace de Banach. 
Théorème — Un espace normé est réflexif si et seulement si sa boule unité fermée est compacte pour la topologie faible.
À extraction près, une suite bornée d'un espace normé réflexif converge toujours faiblement (mais pas forcément fortement). Il existe de nombreuses méthodes récentes, développées notamment pour leurs applications dans le cadre de la théorie des équations aux dérivées partielles pour étudier le défaut de compacité d'une telle suite, en particulier dans les espaces de Hilbert (principe de concentration compacité de Pierre-Louis Lions, de mesure de défaut micro-locale de Patrick Gérard et Luc Tartar).

### Convergence faible et espaces de Hilbert
Par le théorème de représentation de Riesz, sur un espace de Hilbert H dont le produit scalaire est noté (∙|∙), toute forme linéaire continue φ s'écrit ⟨φ, u⟩ = (v|u) pour un certain vecteur v.
La convergence faible d'une suite {\displaystyle (u_{n})_{n}} s'écrit alors :
L'espace H est réflexif donc d'après le théorème de Banach-Alaoglu, un borné pour la topologie forte qui est fermé pour la topologie faible est compact pour la topologie faible. Ainsi, dans un espace de Hilbert, toute suite bornée admet une sous-suite faiblement convergente.
Mentionnons cette caractérisation élémentaire mais intéressante de la convergence forte dans un espace de Hilbert.
Propriété de Radon-Riesz (en) pour les espaces de Hilbert — 
Soit {\displaystyle (u_{n})_{n}} une suite d'éléments d'un espace de Hilbert H, convergeant faiblement vers un élément u de H.
Alors cette convergence est forte si (et seulement si) : 